# Mark Hewins

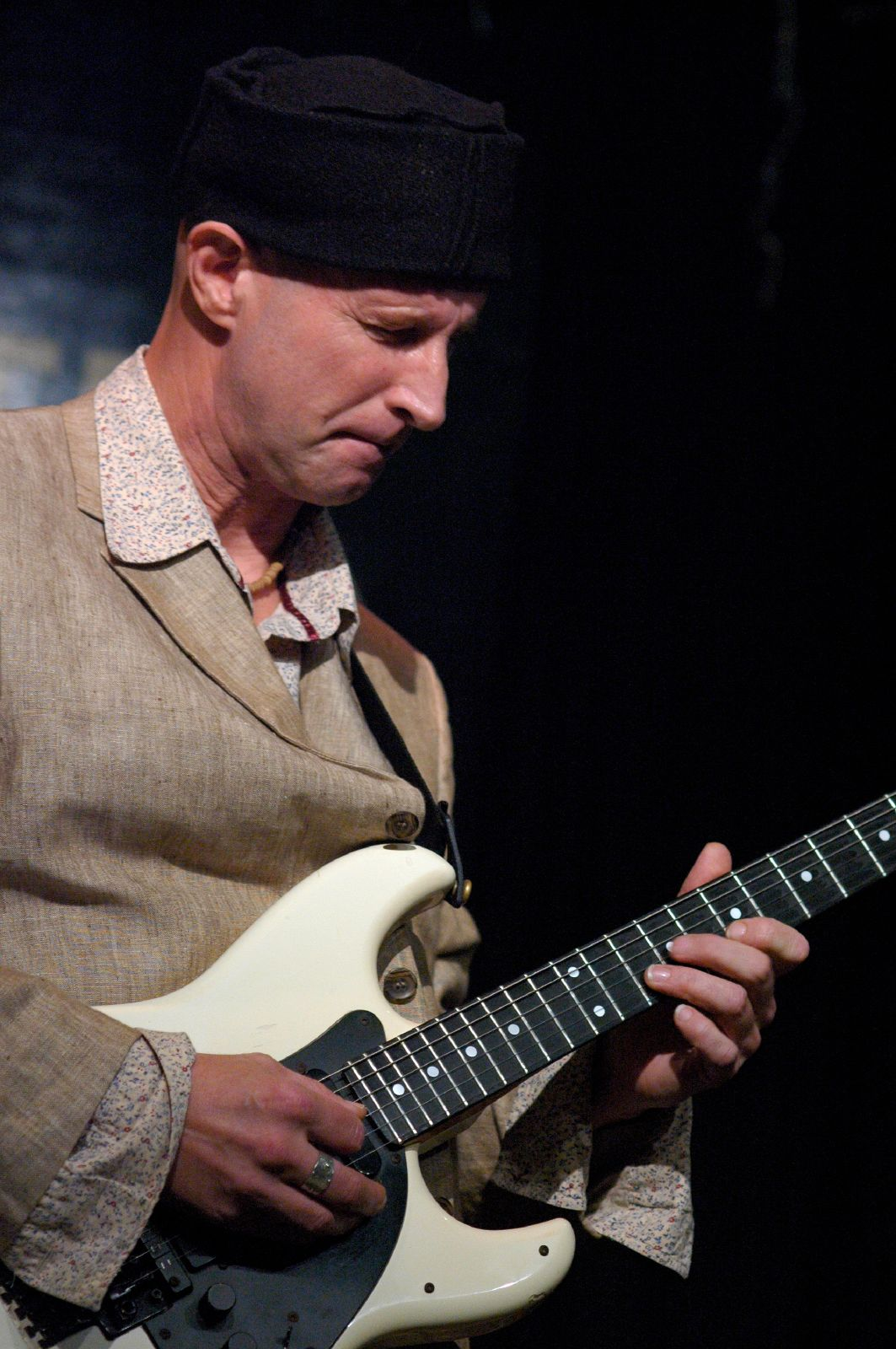
Mark Hewins

Mark Hewins (24 maart, 1955) is een Brits musicus (gitarist). Mark Hewins is een musicus van de generatie die volgt op de eerste golf van progressieve rock, hij heeft vanaf 1976 samen gespeeld met de meeste groten van de Canterbury-scene.
Mark Hewins is al op zijn 15e jaar professioneel gitarist, wanneer hij met Mother Sun speelt in het Londense 'Pub Rock' circuit. Midden zeventiger jaren heeft hij zijn naam gevestigd in de  wereld van de progressieve rock en jazz. 
Hewins heeft via John Stevens de kans gekregen om met Zuid-Afrikaanse musici als Dudu Pukwana, Louis Moholo en Mervyn Afrika te spelen. Hij heeft zo ook meegespeeld in het Dance Orchestra.
In de jazz-wereld heeft Hewins samengespeeld met Dennis Gonzalez en Andrew Cyrille (in New York), met Django Bates in Research Social Systems en als vast lid speelde hij in het Elton Dean Quartet.
Binnen de Canterbury-scene heeft Hewins meegespeeld in de band The Polite Force, en later in Soft Heap. Maar hij heeft ook veel bijgedragen aan allerlei projecten van musici uit de scene. Hij werkte veel samen met David Sinclair en Richard Sinclair, met Phil en Steve Miller.
Maar Hewins bijdrage aan de muziek is niet beperkt gebleven tot de jazz. Hij is ook een productief componist. Al meer dan 200 werken staan op zijn naam. Hij speelde als sessiemusicus bijvoorbeeld in de band van Grace Kennedy en Errol Kennedy, en hij speelde in Nashville onder meer in de bands van Hal Ketchum en Kathy Mattea.
Daarnaast was Hewins een specialist op het terrein van de midi-gitaar. Voor fabrikant Casio heeft hij meerdere opdrachten uitgevoerd, heeft hij een bibliotheek van muziek-samples opgezet.
Hewins heeft ook meerdere groepen zelf geleid, zoals The Music Doctors met onder meer Lol Coxhill, de FF big band en Tritonik. In 1999 heeft Hewins een tijdje meegespeeld in Gong.
De jaren erna heeft hij meer gewerkt als producer en als freelance muzikant. Een reis door India met de acteur Paul Bhattacharjee in 2001 leverde een cd op met de tekst voornamelijk in het sanskriet. 

Recentere opnames van Hewins zijn twee live cd’s, een met Elton Dean en een met Theo Travis. Hij neemt ook deel aan de tournees van de Bob Geldof Band. Daarnaast speelt hij veel in eenmalige optredens van Canterbury-scene musici.

## Bands
Hieronder een aantal van de bands waarvan Hewins enige tijd lid is geweest. De lijst is door het veelvuldig overstappen van Hewins gegarandeerd verre van compleet.
| van  | tot  | band                         |
| 1970 | 1972 | Mother Sun                   |
| 1976 | 1977 | Sinclair and the South       |
| 1976 | 1978 | The Polite Force             |
| 1981 |      | Soft Heap                    |
| 1985 | 1985 | FF                           |
| 1985 | 1985 | The Music Doctors            |
| 1985 | 1985 | Mark Hewins/Steve Miller Duo |
| 1988 | 1988 | Tritonik                     |
| 1990 | 1990 | Going Going                  |
| 1991 | 1991 | Caravan Of Dreams            |
| 1995 | 1998 | Mashu                        |
| 1996 | 1998 | Miller/Hewins/Miller Trio    |
| 1999 | 1999 | Gong                         |
| 1999 | 1999 | Grimes/Miller/Hewins         |
| 1998 | 1999 | Mask                         |
| 2001 |      | Bob Geldof Band              |